# Монтольё
Монтольё́ (фр. Montolieu) — коммуна во Франции, находится в регионе Лангедок — Руссильон. Департамент коммуны — Од. Входит в состав кантона Альзон. Округ коммуны — Каркасон.
Код INSEE коммуны — 11253.

## Население
Население коммуны на 2008 год составляло 757 человек.
| 1962 | 1968 | 1975 | 1982 | 1990 | 1999 | 2008 |
| ---- | ---- | ---- | ---- | ---- | ---- | ---- |
| 899  | 896  | 837  | 852  | 807  | 786  | 757  |

## Экономика
Монтольё часто называют «книжной деревней» — здесь расположены десятки книжных магазинов, а каждое третье воскресенье месяца проводятся книжные ярмарки. В Монтольё также есть ботанический сад Cactuseraie d’Escaïre-Figue, специализирующийся на кактусах.
В 2007 году среди 387 человек в трудоспособном возрасте (15—64 лет) 265 были экономически активными, 122 — неактивными (показатель активности — 68,5 %, в 1999 году было 69,0 %). Из 265 активных работали 244 человека (120 мужчин и 124 женщины), безработных было 21 (8 мужчин и 13 женщин). Среди 122 неактивных 25 человек были учениками или студентами, 60 — пенсионерами, 37 были неактивными по другим причинам.